# Ернст Фукс
Ернст Фукс (на немски: Ernst Fuchs) е австрийски художник, скулптор, архитект, декоратор, композитор, поет и певец. Фукс е един от основателите на Виенската школа за фантастичен реализъм. През 1972 г., той придобива изоставената вила на Ото Вагнер, която реставрира и реорганизира. От 1988 г., в нея се помещава музея „Ернст Фукс“.

## Биография и творчество
Ернст Фукс учи скулптура в Художественото училище „Света Анна“, къде се обучава при професор Фрьохлич (1944), продължава обучението си във Виенската академия за изящни изкуства (1945), където се обучава при професор Робин Андерсън, по-късно се мести в класа на Алберт Гютерслох.
В академията се запознава с редица значителни имената в изобразителното изкуство на Австрия, включително и Антон Лемден, с когото впоследствие създават Виенската школа за фантастичен реализъм.
Между 1950 и 1961 г. живее главно в Париж и прави множество пътувания до Съединените щати и Израел.
Фукс умира на 9 ноември 2015 г. на 85-годишна възраст.